# ألفونس دس ترينت
ألفونس دس ترينت (بالإنجليزية: Alphonse Trent)‏ هو قائد فرقة ‏ وعازف جاز وعازف بيانو أمريكي، ولد في 24 أغسطس 1905 في فورت سميث في الولايات المتحدة، وتوفي بنفس المكان في 14 أكتوبر 1959.

## وصلات خارجية
- ألفونس دس ترينت على موقع ميوزك برينز (الإنجليزية)
- ألفونس دس ترينت على موقع أول ميوزيك (الإنجليزية)
- ألفونس دس ترينت على موقع ديسكوغز (الإنجليزية)